# Empire Earth: The Art of Conquest
Empire Earth: The Art of Conquest (tạm dịch: Đế quốc Địa Cầu: Nghệ thuật Chinh phục) là phiên bản mở rộng chính thức của trò chơi máy tính thuộc thể loại chiến lược thời gian thực Empire Earth. Game do hãng Mad Doc Software phát triển và Sierra Entertainment phát hành vào ngày 17 tháng 9 năm 2002 tại Mỹ. Phiên bản châu Âu được phát hành vào cuối năm và năm sau ở Nhật Bản. Phiên bản gộp Empire Earth Gold Edition bao gồm cả bản đầu và mở rộng được phát hành vào ngày 6 tháng 5 năm 2003.
Art of Conquest thêm vào một số tính năng mới cho phiên bản gốc Empire Earth, bao gồm các đơn vị, phe phái mới (Nhật và Triều Tiên), quyền năng và các đơn vị anh hùng mới toanh. Art of Conquest còn bổ sung thêm ba chiến dịch mới là La Mã cổ đại, Chiến tranh thế giới thứ hai và Sao Hỏa thế kỷ 24. Game nhận được đánh giá hỗn hợp, trung bình 66% trên Game Rankings.

## Cách chơi
Để biết thêm thông tin xem Cách chơi Empire Earth.
Lối chơi trong bản Art of Conquest cũng tương tự như phiên bản đầu tiên Empire Earth, dù có một số thay đổi. Khó khăn biến thiên được thêm vào những màn chơi này đã không nhận được trong bản vá lỗi của phiên bản đầu Empire Earth. Khả năng chơi trực tuyến nhiều người đã được thêm vào, cho phép người chơi chơi trực tuyến lên đến 7 người chơi khác hoặc qua internet thông qua một hệ thống hành lang, hoặc trên mạng máy tính cục bộ (LAN).
Bổ sung thêm kỷ nguyên thứ XV là thời đại Vũ trụ mới cho phép xây dựng sân bay vũ trụ và tàu vũ trụ trên bản đồ. Robot thay thế nông dân trong thời đại Nano và bộ binh trong thời đại Vũ trụ (các robot được gọi là Watchmen). Ruộng thời kỳ Nano được vận hành bới các robot và do đó các nông trường thời đại Vũ trụ không còn cần các nông dân để quản lý chúng. Mỗi phe phái đều có thực lực riêng biệt gọi là "Civ Power". Thông thường, những năng lực này chỉ có sẵn trong những kỷ nguyên nhất định. Civ Power giúp cho mỗi quốc gia một đặc tính ví dụ như Trung Quốc có khả năng "sản xuất nhanh trong thời gian nhất định" trong khi Nhật Bản có khả năng sở hữu binh chủng "cyber ninja" rất mạnh.
Empire Earth hỗ trợ hình thức chơi nhiều người thông qua kết nối mạng LAN và trực tuyến. Mục chơi mạng giống hệt nhau dưới hình thức chơi đơn. Sang bản mở rộng Art of Conquest thì mục chơi mạng lại lộ ra những lỗi mà người chơi có thể khai thác để tạo lợi thế không công bằng. Nhà phát hành của game, Vivendi Games, đã thành lập diễn đàn nơi người chơi có thể tường trình những lỗi sơ hở. Máy chủ phần chơi nhiều người đã được thực hiện offline vào ngày 1 tháng 11 năm 2008, người chơi chỉ có thể chơi thông qua mạng lưới khu vực địa phương.

## Chiến dịch
Ba chiến dịch mới được thêm vào trong The Art of Conquest gồm: chiến dịch La Mã cổ đại về Gaius Marius và Julius Caesar, một chiến dịch liên quan đến cuộc chiến tranh ở Thái Bình Dương trong Thế chiến II, và một chiến dịch châu Á trong tương lai liên quan đến các thuộc địa của Sao Hỏa.

### La Mã
Chiến dịch La Mã xoay quanh cuộc chiến đấu của Marius và công cuộc chinh phục của Julius Caesar. Chiến dịch này bao gồm sáu màn chơi riêng biệt.
Màn chơi đầu tiên bắt đầu vào cuối những năm Cộng hòa La Mã. Người chơi trong vai Gaius Marius đang sở hữu một đạo quân nghĩa vụ và phải đánh bại các mối đe dọa kết hợp của đám dân man tộc Teutonic và lực lượng xâm lược rợ Cimbri vào Ý năm 102-101 trước Công nguyên.
Màn chơi thứ hai chuyển câu chuyện đi vào thực tế thay thế khi Gaius Marius phải chạy trốn khỏi Lucius Cornelius Sulla tới Carthage và sau đó đánh bại bọn cướp Jugurthian để nhận được sự hỗ trợ của Thượng viện Carthage (Voi chiến và tàu vận tải). Sau đó, người chơi phải giành được chiến thắng bằng cách giết chết các nghị viên Viện Nguyên Lão trung thành với Sulla và giải phóng Rome từ chế độ độc tài của hắn.
Màn chơi thứ ba nói về chuyến lưu vong của Caesar vào Hy Lạp và Tiểu Á, nơi ông nhận được sự giúp đỡ nhằm thoát khỏi sự truy lùng từ đám thợ săn tiền thưởng người Hy Lạp dưới quyền vua hải tặc trên đảo Crete. Ở Tiểu Á ông phải giúp vua Bythnia chống lại phiến quân đã chiếm đóng Mytilene/Lesbos. Màn chơi kết thúc bằng một cuộc quyết chiến chống lại đạo quân Lê dương phương Đông ở Thracia.
Màn chơi thứ tư mô tả cuộc chinh phục xứ Gaul của Julius Caesar và cuộc xâm lược nước Anh. Người chơi bắt đầu ở tỉnh Hispania của La Mã (Tây Ban Nha hiện nay). Tại đây, ông phải thu thập và cung cấp một số lượng lớn tài nguyên trong một thời gian nhất định để trả cho Marcus Crassus để được sự hỗ trợ của ông ta tại Rome trong khi chiến đấu quân rợ địa phương. Màn chơi tiếp tục với đám di dân người Helvetii đang cố gắng xông vào định cư ở Tây Ban Nha bằng cách băng qua dãy núi Pyrenees. Sau khi đánh bại người Helvetti, người chơi phải dẫn quân đội tiến vào xứ Gaul và chinh phục các bộ lạc Gallic khác nhau gồm Ambrones, Bỉ và Suebi. Sau đó, ông phải vượt qua eo biển nước Anh và đánh bại người Celt ở Anh.
Màn chơi thứ năm nối tiếp cuộc chiến tranh của Caesar với đồng minh và bạn cũ của mình là Pompey. Màn chơi bắt đầu với cuộc vượt Sông Rubicon nổi tiếng, sau đấy là cuộc chinh phục Ý của ông và chiến dịch Hy Lạp ngắn ngủi được kết thúc tại trận Pharsalus.
Màn chơi cuối cùng nói chi tiết về cuộc chinh phục Ai Cập thuộc vương triều Ptolemaic của Caesar, nơi ông buộc phải chọn lựa phe phái để giúp đỡ, Cleopatra VII hoặc Ptolemaios XIV. Cả hai đều có mục tiêu và các tình huống khác nhau:
Nếu chọn Cleopatra VII sẽ giúp Caesar kiểm soát thành phố lớn nhất Alexandria, nơi ông bắt đầu. Sau đó ông phải cầm chân lực lượng của Ptolemaios XIV và ngăn chúng chiếm giữ Nhà Chính bên trong thành phố trong khi cố gắng phá hủy nơi đóng quân ở sa mạc bên ngoài thành phố của Ptolemaios.
Nếu chọn Ptolemaios XIV sẽ rất nguy hiểm khi Caesar và quân đội của ông phải di chuyển một cách nhanh chóng để thoát khỏi Alexandria hoặc có nguy cơ bị áp đảo bởi lực lượng của Cleopatra. Sau đó ông phải tập hợp quân lại bên ngoài một trong các trại đóng quân của Ptolemaios trong sa mạc và kế đến phải chiếm được Nhà Chính bên trong thành phố để giành được chiến thắng.
Nếu người chơi chọn giúp Cleopatra, Ptolemaios sẽ (sau một khoảng thời gian nhất định) gửi binh sĩ đến chỗ kim tự tháp Cheops và cố gắng làm mất đi một nửa cột máu. Nếu họ thành công, người chơi bị đánh bại và sau đó phải load lại save game (mặc dù có tồn tại một lỗi màn chơi cho phép người chơi phá hủy kim tự tháp bằng cách chọn nó và nhấn delete mà không bị đánh bại, do đó vĩnh viễn ngăn chặn Ptolemaios khỏi làm hư hại một công trình đã bị phá hủy).

### Thái Bình Dương
Chiến dịch Thái Bình Dương bao gồm sáu màn chơi riêng biệt. Một đoạn phim mở đầu màn chơi cho người chơi điều khiển trận Midway. Màn chơi này kết thúc với vụ chìm tàu sân bay Akagi, Sōryū, Kaga và Hiryū của Nhật Bản. Sau đó, câu chuyện còn bao gồm trận Guadalcanal vào năm 1943 và sau đó chiến dịch nhảy cóc từ đảo này qua đảo khác dưới sự đạo diễn của Douglas MacArthur có liên quan đến việc giết chết Đô đốc Isoroku Yamamoto. Các màn chơi tiếp theo bao gồm một nhiệm vụ đặc biệt tại Miến Điện, trận chiến vịnh Leyte và trận tái chiếm Leyte. Câu chuyện kết thúc với trận chiến Iwo Jima, đó là màn chơi ngắn nhất trong game. Nó được hoàn thành bằng cách gửi năm đội thủy quân lục chiến đến mũi phía nam đảo. Điều này đề cập đến hình ảnh nổi tiếng của Thủy quân lục chiến Mỹ nâng cao quốc kỳ Hoa Kỳ tại núi Suribachi. Xem thêm tấm ảnh Dựng cờ trên đảo Iwo Jima.

### Châu Á

Một cảnh chụp trong game diễn ra trên Sao Hỏa.

Chiến dịch này được kể từ quan điểm của gia tộc Kwan Do, một gia tộc có ảnh hưởng khá lớn và tuyên bố mình là hậu duệ của triều đại nhà Tần và được chia thành hai phần. Phần đầu nói chi tiết về thuộc địa của Sao Hỏa. Ngay sau khi phát hiện ra cơ hội có thể lập thuộc địa trên Sao Hỏa, các cường quốc lớn của Trái Đất lao vào cuộc tranh giành để phát triển công nghệ và nguồn lực cần thiết để thiết lập các khu định cư. Một trong những thế lực mới nổi là Liên minh các nước Cộng hòa châu Á (UFAR), được thành lập và cuối cùng bị kiểm soát bởi gia tộc Kwan Do. Gia tộc Kwan Do là chủ sở hữu giàu có của Tập đoàn Điện tử Viễn thông Kwan Do. Chính phủ UFAR chiến đấu để đàn áp cuộc nổi loạn địa phương và các hoạt động khủng bố dưới sự hậu thuẫn của "Eye of God" (Mắt Chúa), một tổ chức cực đoan đã tuyên bố rằng Trái Đất là ngôi nhà duy nhất cho nhân loại. Trong khi đó, UFAR cũng phải đấu tranh để phát triển một chương trình thuộc địa cạnh tranh với các siêu cường đối thủ. Một thuộc địa của UFAR trên Sao Hỏa cuối cùng được xây dựng với sự giúp đỡ từ Nhật Bản, cùng với các khu định cư được xây dựng bởi Tập đoàn của Mỹ/Canada, Liên minh châu Âu Novaya Nga và Cộng hòa Nhật Bản. Với các thuộc địa được thành lập, Sao Hỏa được chia thành năm khu vực. Phần hai lấy bối cảnh 250 năm sau phần đầu tiên, trong kỷ nguyên thời đại Vũ trụ. Triều đại Kwan Do đã bị lật đổ và các điều kiện khắc nghiệt trên Sao Hỏa và thuế má ngày càng tiêu cực của chính phủ Trái Đất cuối cùng đã buộc cư dân thuộc địa Sao Hỏa phải tiến hành nổi dậy chống đối. Trong cuộc cách mạng, Khan Sun Do, một hậu duệ của gia tộc Kwan Do hợp nhất năm vùng lãnh thổ. Với việc giành được Chiến hạm Không gian Yamato, người Sao Hỏa chiến đấu trong một cuộc chiến tranh liên hành tinh chống lại Trái Đất để bảo đảm sự độc lập của họ. Chiến dịch kết thúc với sự thành công của trận chiến cuối cùng vì nền độc lập Sao Hỏa và lễ nhậm chức của Khan Sun Do là nhà lãnh đạo đầu tiên của Sao Hỏa. 

## Phát triển
Bản mở rộng The Art of Conquest cho Empire Earth được Sierra công bố vào tháng 5 năm 2002 (nhà phát hành gốc của trò chơi, sau đó chuyển qua cho Vivendi). Quá trình phát triển game được Stainless Steel Studios chuyển sang hãng Mad Doc Software làm vì Stainless Steel đang bận làm Empires: Dawn of the Modern World. Theo Steve Beinner, quản lý thương hiệu của loạt game Empire Earth thì bản mở rộng của Empire Earth đã được lên kế hoạch ngay cả trước khi bản đầu tiên được phát hành. Nhà phát triển đã lắng nghe thông tin phản hồi từ cộng đồng game thủ và lên kế hoạch và lịch trình phát hành các tính năng mới phù hợp. Trong một cuộc phỏng vấn với IGN.com, Steve Beinner cho biết: "Mọi người yêu cầu bổ sung thêm các đơn vị và màn chơi mới. Nó dựa trên các cuộc điều tra chúng tôi đã làm và phân phối trên cơ sở toàn thế giới".
Dự án Art of Conquest được tiến hành vào đầu năm 2002, với kế hoạch ngày phát hành vào cuối năm đó. Nhà phát triển đã quyết định "trò chơi sẽ không có mặt tại E3 (Electronic Entertainment Expo tức Triển lãm Giải trí Điện tử), bởi vì lịch trình phát triển chặt chẽ và trên thực tế rằng Sierra không muốn nhà phát triển phân tâm bằng cách tạo ra một bản demo E3". Bản thử nghiệm Beta của Art of Conquest bắt đầu được tung ra vào ngày 5 tháng 8 năm 2002. và bao gồm một bản đồ mục chơi mạng duy nhất có thể được chơi thông qua tất cả 15 kỷ nguyên của bản mở rộng, cho phép người chơi thử nghiệm tất cả các tính năng mới của game. Art of Conquest còn gộp trong bản phát hành của Empire Earth Gold Edition, được tái phát hành của cả Empire Earth và Art of Conquest.

## Đón nhận
| Nơi đánh giá        | Điểm số |
| ------------------- | ------- |
| IGN                 | 7.8/10  |
| GameSpy             | 4.5/5   |
| GameSpot            | 5.2/10  |
| PC Gamer            | 85%     |
| The Armchair Empire | 6.8/10  |

Sự đón nhận toàn diện Art of Conquest nhìn chung khá lãnh đạm. Game Rankings chỉ chấm trung bình 66%, và Metacritic còn cho mức trung bình thấp hơn nữa là 63%. IGN, người cho 7.8/10 điểm, cho rằng "Trong khi là một game có tiếng tốt, chẳng đủ sức để buộc tôi gợi lại sự bổ sung đáng kể có trong phiên bản đầu tiên. Dù nó có hay không có giá trị để cho bạn chọn một trong những điều này phụ thuộc gần như hoàn toàn vào việc bạn thích thú phiên bản gốc bao nhiêu. Với rất ít thay đổi đáng kể đóng gần chính xác như nhau. Đối với những người không thể chịu được Empire Earth, bản mở rộng là hoàn toàn phù hợp. Chỉ cần không mong đợi bề rộng và mục tiêu của phiên bản đầu tiên". Armchair Empire cho game 6.8/10 điểm và nhận xét "Art of Conquest đích xác chẳng mang đến bất kỳ sự xấu hổ hoặc tủi thẹn nào của Empire Earth, nhưng nó không làm bất cứ điều gì để làm cho chính nó phải có dành cho người hâm mộ Empire Earth. Nó nói rằng hầu hết những người hâm mộ Empire Earth sẽ thích những gì Art of Conquest đưa ra". Cuối cùng, GameSpot chấm 5.2/10 điểm và nói "Cuối cùng, The Art of Conquest chẳng thêm thắt gì nhiều đủ để tạo ra sự khác biệt". Một lời chỉ trích đáng chú ý từ GameSpot về cách mà Vũ trụ được bổ sung trong game. Phi thuyền không gian chỉ có trên bản đồ nhất định và lối chơi khá giống nhau như kiểu công trình bến tàu mặt nước được xây dựng và tàu vũ trụ di chuyển nhiều y như tàu hải quân. Một số nhận xét khác đã phát hiện ra lỗi với cái giá của game là 30 USD. Nhà phê bình IGN nói: "Tôi thích Art of Conquest nhiều hơn nhưng nó lại sụt giảm giá trị xuống chỉ còn 30$".
Âm nhạc của Art of Conquest chưa bao giờ được phát hành như một đĩa CD nhạc nền nhưng âm nhạc trong game lại nhận được lời phê bình tán thành, nhận được số điểm 7/10 từ GameSpot. IGN mô tả âm thanh như "đủ sức thuyết phục, với tiếng động trận chiến thực tế xuyên suốt các thời kỳ khác nhau của game. Mỗi kiểu tấn công được tạo thành một âm thanh đặc biệt và sau một thời gian, bạn có thể phát triển một cảm giác tốt về mức độ của một trận chiến chỉ bằng cách lắng nghe nó". IGN cho âm thanh số điểm 7/10 xét về tổng thể nhưng đã có một số lời chỉ trích, nhận xét rằng "Một vài trục trặc làm giảm giá trị từ một bản nhạc nền có khả năng khác nhau. Lồng tiếng kha khá và âm nhạc tốt".